# Thomas Pope (architecte)
Pour les articles homonymes, voir Thomas Pope.
Thomas Pope se définissait comme un architecte, un ingénieur et un jardinier paysagiste américain. On ne connaît pas la date de sa naissance. Il est connu entre 1807 et 1817.
Il est surtout célèbre par son livre : Treatise on Bridge Architecture, New York, 1811

## Biographie
En 1807, Thomas Pope est à New York où il a breveté son Flying pendent lever bridge.
Thomas Pope a écrit en 1811 un livre Treatise on Bridge Architecture dans lequel il écrit qu'il a mis au point une méthode de construction d'un pont en bois construit en porte-à-faux pour franchir une grand distance qu'il appelle flying pendent lever bridge. Il l'a proposé pour franchir l'Hudson avec une portée de 549 m (1 800 pieds) et une flèche de 68 m (223 pieds) au-dessus du fleuve. Le dessin qu'il en donne le décrit comme un arc-en-ciel s'élançant des rives (a rainbow rising on the shore) ce qui lui vaut son nom de Rainbow Bridge (voir). Dans ce livre il discute sur les ponts suspendus sud-américains ainsi que du pont suspendu de Finley. Ce livre est cité par Claude Navier dans le Rapport à Monsieur Becquey de 1830 concernant les ponts suspendus.
Il est cité dans les annuaires de Philadelphie de 1813 avec un bureau se trouvant sur la Library street. Mais dès 1811, William Thornton, commissaire au Patent Office, le cite en même temps que d'autres dessinateurs de Philadelphie - James Aiken, Robert Dorr, John Justice, William Lehman, William Mason, Robert Mills, et William Strickland - qui peuvent utiliser des brevets. Entre 1811, le Secrétaire du consul de Russie à Philadelphie a noté que Thomas Pope a fondé et dirige une Académie à Philadelphie où on enseignait trois branches de l'architecture, l'architecture civile, l'architecture militaire et l'architecture navale.
En 1812 Thomas Pope expose à l'académie des beaux-arts de Pennsylvanie un Design of alterations and additions to State-House buildings, Chestnut street, Philadelphia. Ce projet devait être en compétition avec celui de Robert Mills.  
On trouve à la fin de 1812 une publicité qui paraît régulièrement dans le Philadelphia General Advertiser pour la Philadelphia Architectural Academy fondée par Thomas Pope. Parmi les noms de ceux qui recommandent cette académie on trouve les noms de Benjamin Henry Latrobe, Robert Mills pour les architectes, les peintres Rembrandt Peale et Thomas Sully et le sculpteur William Rush.
Il apparaît pour la dernière fois dans les annuaires de Philadelphie en 1817.

## Publication
- Treatise on Bridge Architecture; in which the superior advantages of the Flying Pendent Lever Bridge are fully proved. With an historical account of different bridges erected in various parts of the world, from an early period down to the present time, Alexander Niven, New York, 1811 (lire en ligne)